# Roman Irinarchovič Tichomirov
Roman Irinarchovič Tichomirov (Saratov, 7 luglio 1915 – 4 agosto 1984) è stato un regista cinematografico sovietico.

## Filmografia (parziale)

### Regista
- Evgenij Onegin (1958)
- Pikovaja dama (1960)
- Krepostnaja aktrisa (1963)
- Knjaz' Igor' (1969)